# Rhabdoblatta wittei
Rhabdoblatta wittei är en kackerlacksart som först beskrevs av Pierre Jolivet 1954.  Rhabdoblatta wittei ingår i släktet Rhabdoblatta och familjen jättekackerlackor. Inga underarter finns listade i Catalogue of Life.